# Султанов, Мансур Исламович
Мансур Исламович Султанов (Мухаметмансур Шайхильисламович Солтанов; баш.  и тат. Мансур Ислам улы Солтанов; 1875—1919) — флейтист, музыкальный фольклорист. 

## Биография
Султанов Мансур Исламович родился 25 апреля 1875 года в деревне Мастеево Мензелинского уезда Уфимской губернии. Происходил из дворянского рода Султановых.
В 1897 году поступил в Московскую консерваторию. В 1903 году с серебряной медалью окончил Московскую консерваторию по классу В. В. Кречмана. В том же году женился на Ф. А. Фувакиной и уехал вместе с ней в Крым.
С 1906 года работал музыкантом оркестра Большого театра, флейтистом симфонических оркестров Крыма. Принимал участие в концертах оркестра под руководством А. А. Эйхенвальда.
С 1912 года стал преподавателем Саратовской консерватории по классам флейты, сольфеджио и теории музыки. Участвовал в концертах в составе симфонических оркестров, в том числе под руководством А. К. Глазунова.
19 декабря 1919 года умер из-за болезни тифом.

## Творческая деятельность
По мнению ряда исследователей, Мансур Султанов является первым профессиональным музыкантом из башкир. По мнению Зайнашевой, Султанов — первый профессиональный татарский флейтист.
Игра на флейте Мансура Исламовича выделялась виртуозной техникой исполнения и красивым полным звуком.
Мансур Султанов также известен как фольклорист. Им были записаны многие башкирские и татарские народные песни и наигрыши, десять из которых включены в сборник «Башкирские и татарские мотивы. Записал преподаватель Саратовской консерватории М. Султанов», вышедший в 1916 году. В сборнике указано что оно является первым изданием, на основе которого Рашит Шакур предполагает о планировании Султановым выпуска ещё нескольких частей, сорванных из-за начала Гражданской войны.